# 曾憶萱
曾憶萱（1988年12月5日—），台灣的跆拳道運動員。
畢業於中國文化大學運動教練研究所

## 國際賽出賽紀錄
- 2007年世界跆拳道錦標賽女子跆拳道第三量級銀牌。

- 2007年夏季世界大學生運動會女子跆拳道第三量級金牌。[1]
- 2008年亞洲跆拳道錦標賽第三名
- 2008年世界大學錦標賽第二名

- 2009年夏季世界大學生運動會女子跆拳道第三量級金牌
- 2009年東亞運動會第二名
- 2010年世界大學錦標賽第三名
- 2012年亞洲跆拳道錦標賽第三名
- 2012年世界大學錦標賽第三名

## 國內出賽紀錄
- 97年全國大專校院運動會女子跆拳道第三量級金牌
- 98年全國大專校院運動會女子跆拳道第三量級金牌
- 99年全國大專校院運動會女子跆拳道第三量級金牌
- 100年全國大專校院運動會女子跆拳道第三量級金牌
- 94年全國運動會女子跆拳道第二量級銀牌
- 96年全國運動會女子跆拳道第三量級銅牌
- 98年全國運動會女子跆拳道第三量級金牌